# Grønland Fiskeri I og II
Grønland Fiskeri I og II er en dansk dokumentarfilm fra 1939, der er instrueret af Jette Bang og Paul Hansen.

## Handling
Fangst og industriel behandling af helleflynder, rejer, torsk, laks, hellefisk og haj. Færingerhavn. Færøfiskerbåd.